# Asterocampa clyton
Asterocampa clyton är en fjärilsart som beskrevs av Jean Baptiste Boisduval och Leconte 1833. Asterocampa clyton ingår i släktet Asterocampa och familjen praktfjärilar. Inga underarter finns listade i Catalogue of Life.

## Bildgalleri

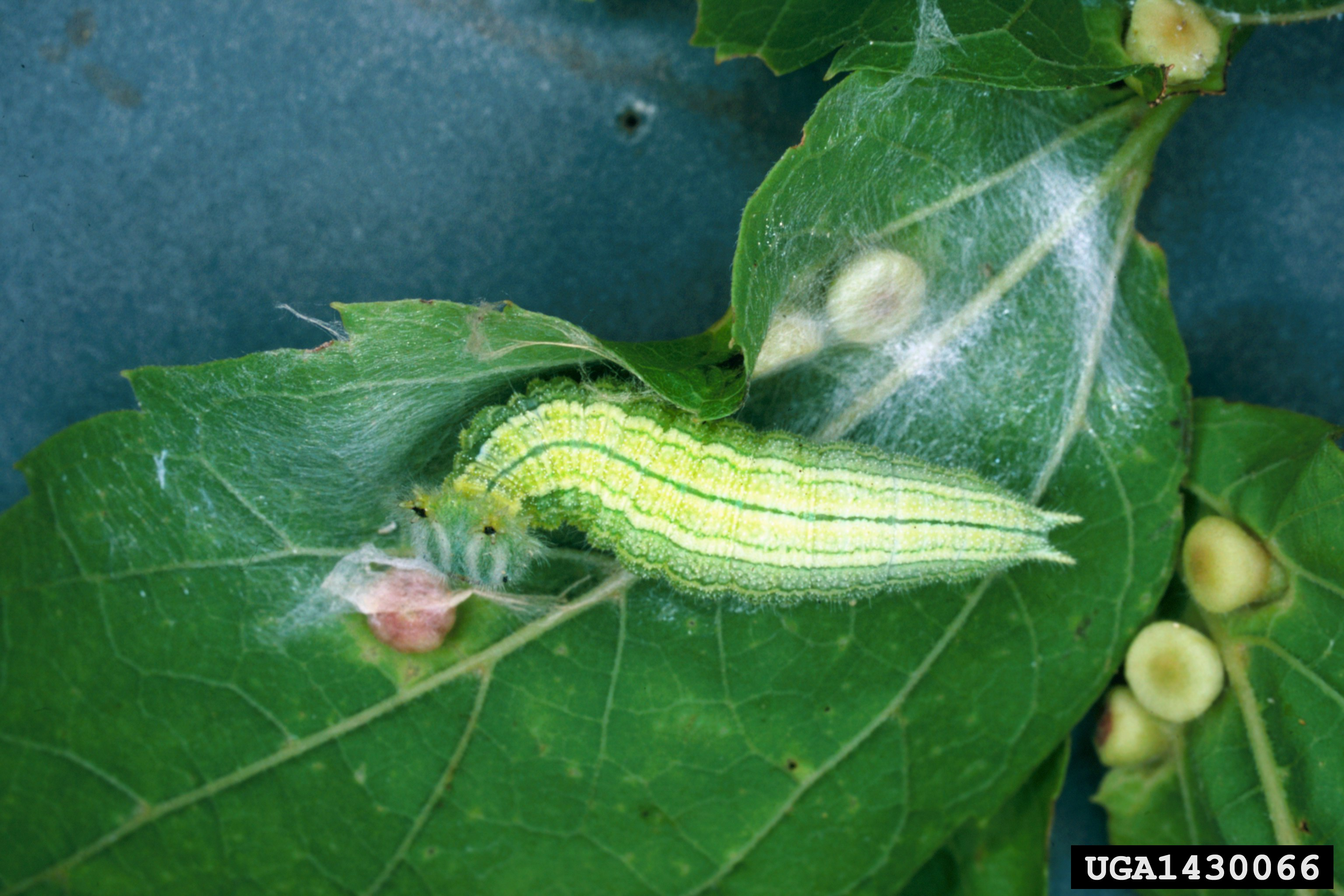
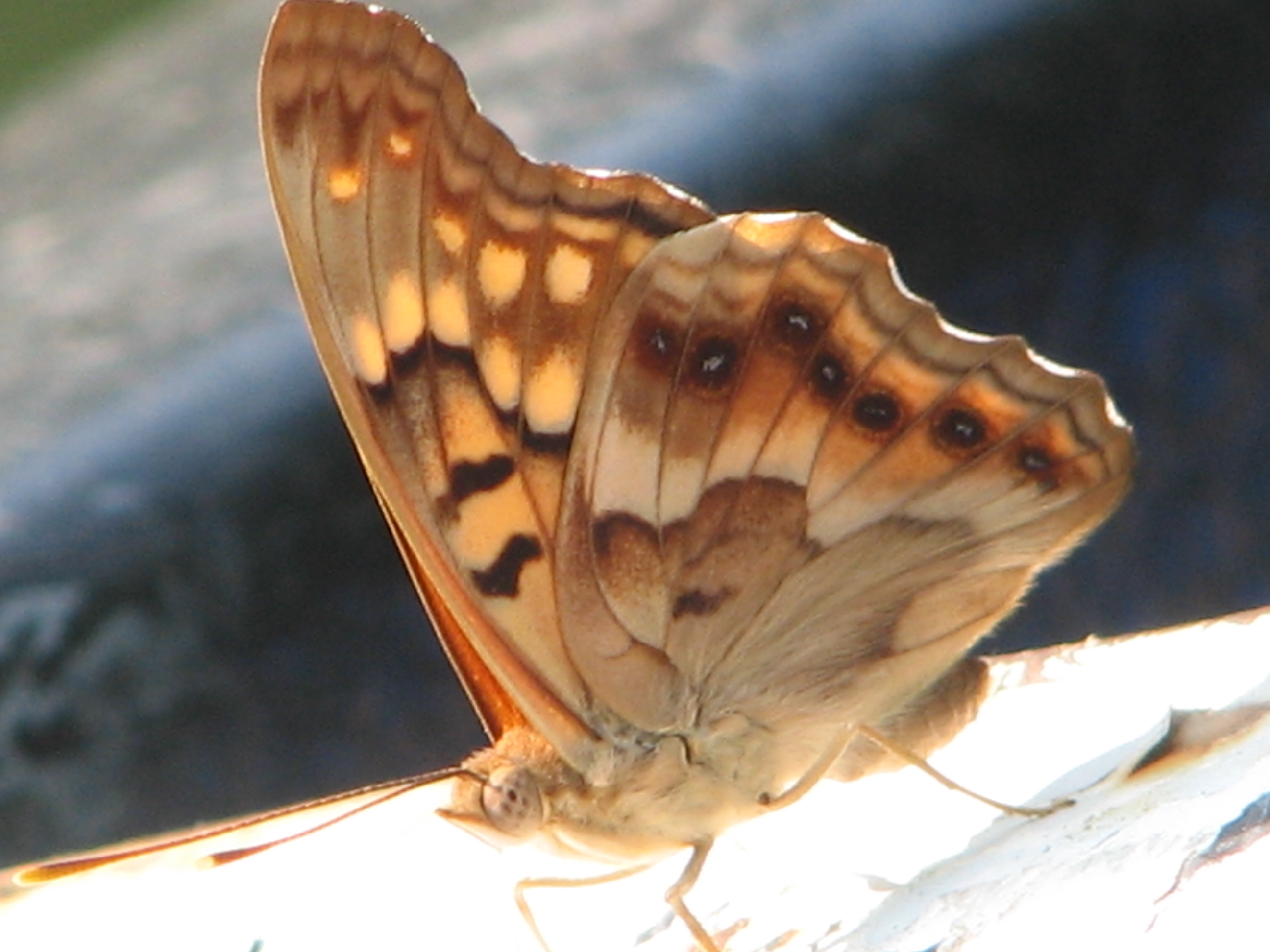
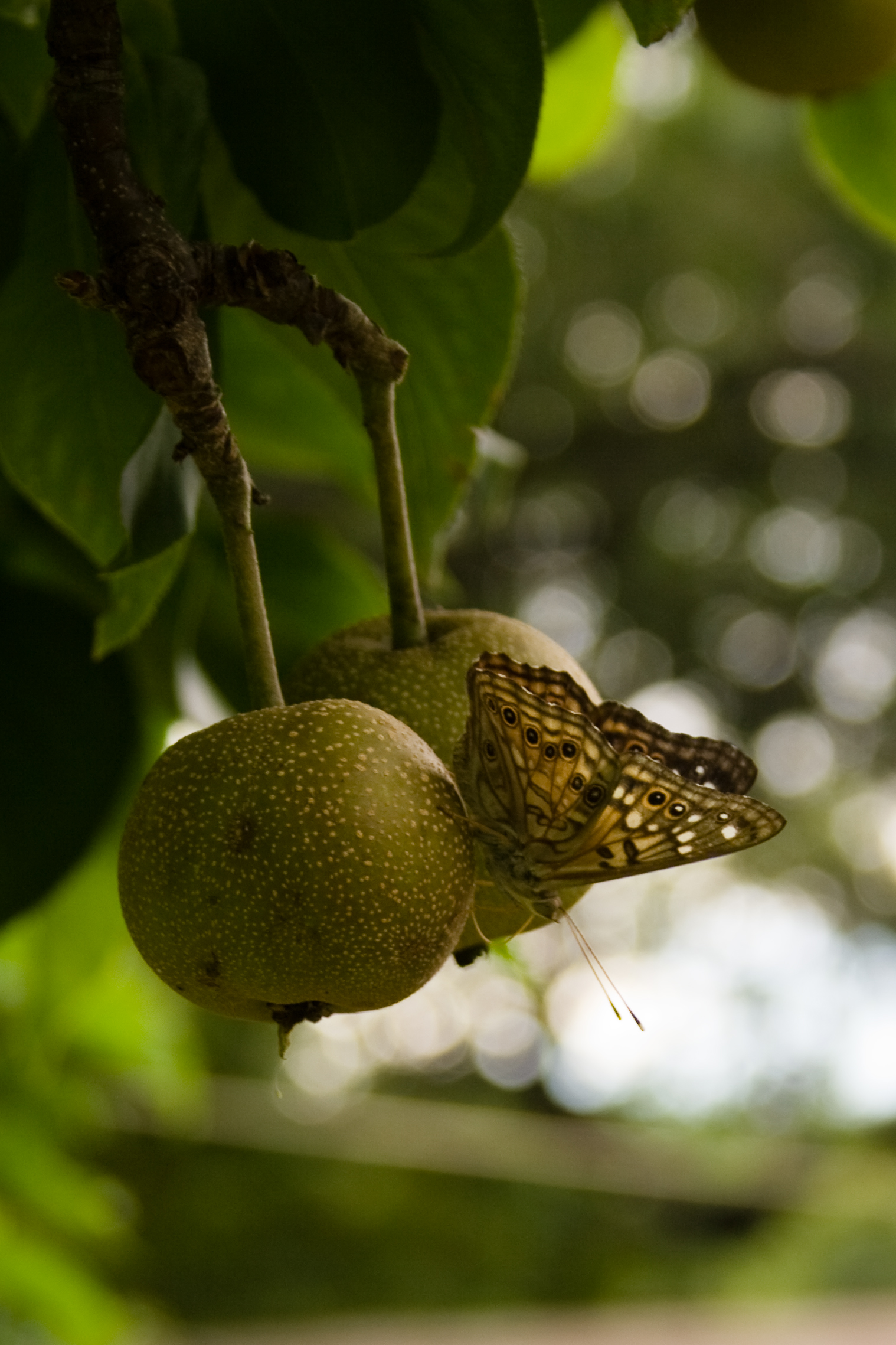
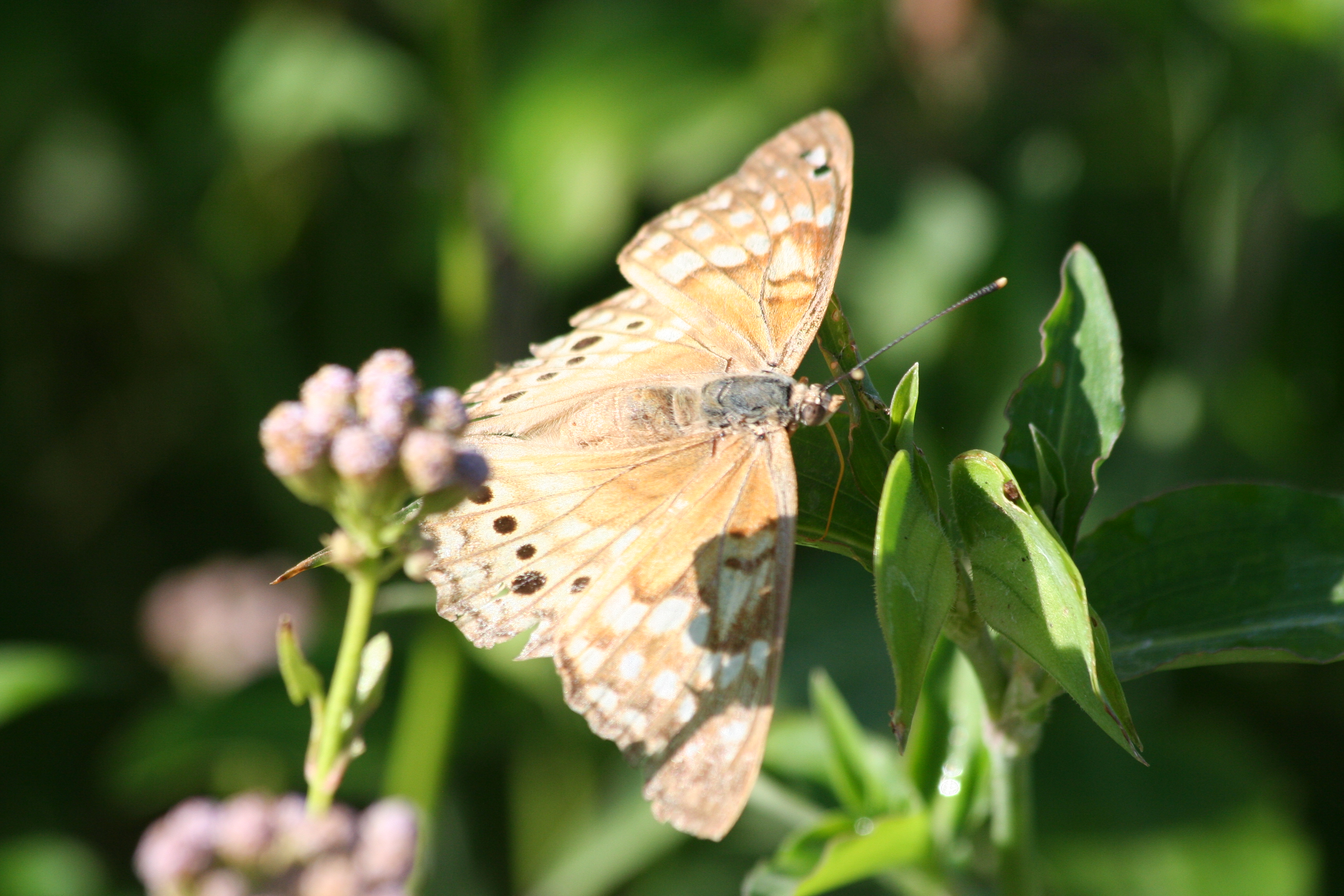
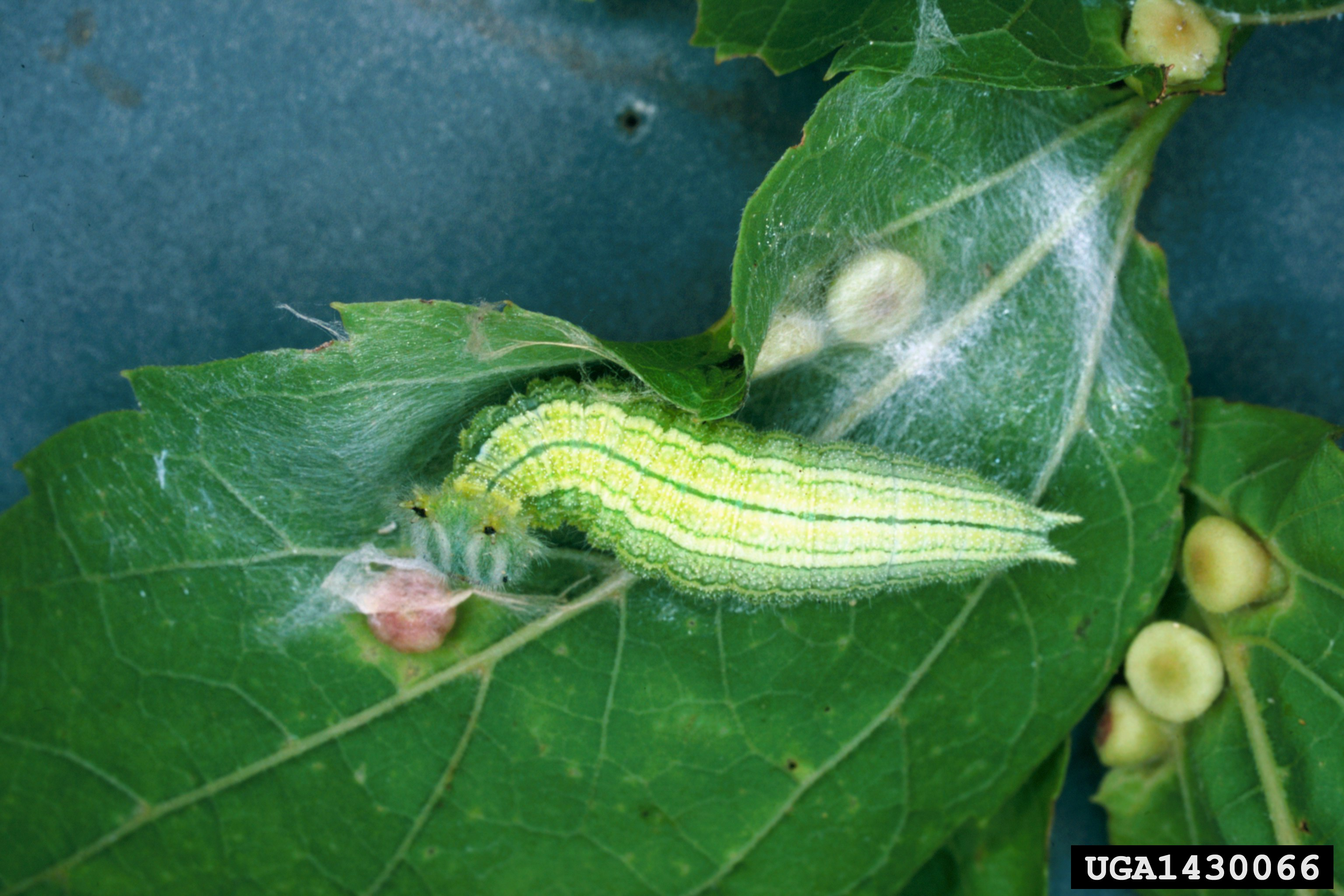
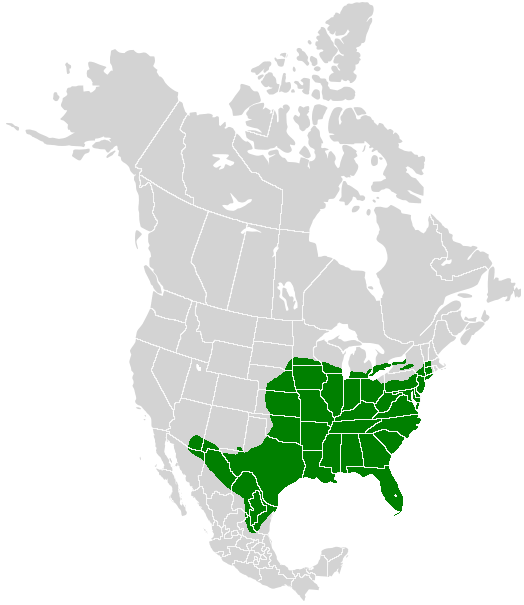